# Nathalie Ronvaux
Nathalie Ronvaux (Ciudad de Luxemburgo, 13 de junio de 1977) es una poetisa y dramaturga luxemburguesa que escribe en francés. Por su colección de poesía Vignes et louves (Viñas y Lobas) recibió el Premio Servais en 2011. En 2013 ganó el primer premio del Concurso Nacional de Literatura de Luxemburgo por su obra La Vérité m'appartient (La verdad me pertenece), estrenada en enero de 2016.

## Biografía
Nacida en Luxemburgo, Nathalie Ronvaux es hija de padres belgas. Después de la escuela primaria en Bertrange, estudió en el Liceo Michel Lucius de Luxemburgo y en el Instituto Sainte-Marie de Arlon. Luego pasó un año estudiando Ciencias forenses en la Escuela de Criminología de la Universidad de Lausana (Suiza) antes de regresar a Luxemburgo para trabajar en la Chambre des Métiers (2000-2008). Empezó a trabajar en la gestión administrativa y de producción en el Théâtre des Casemates (2008-09) y como directora de producción de LuxAnimation (2011-12). Después de cuatro años como coordinadora administrativa del CEPA  (Centre pour la Promotion des Arts), decidió dedicarse a la escritura creativa.
En 2010, su obra Échographie fue representada en el Théâtre du Centaure, contribuyendo a una serie sobre «Mujeres y violencia». Ese mismo año publicó su colección de poesía Vignes et louves, analizando las relaciones con otras personas. La liberté meurt chaque jour au bout d'une corde (2012) es una introducción poética a una exposición en el Museo Nacional de la Resistencia de Esch-sur-Alzette. En 2014, Ronvaux publicó una colección de obras teatrales que incluye La Vérité m'appartient, que presenta un enfrentamiento entre dos mujeres que se acusan mutuamente de colaborar con los nazis durante la Segunda Guerra Mundial. Tras ganar el primer premio del Concurso Nacional de Literatura, la obra fue representada en 2016. En 2017, Nathalie Ronvaux fue una de las diez escritoras seleccionadas para "Nuevas Voces de Europa", proyecto que presenta y difunde autores que merecen ser más conocidos.
Además de sus premios literarios, Ronvaux fue nombrada en 2015 Mujer del Año por el periódico luxemburgués Le Jeudi.